# Morro da Garça
Morro da Garça es un municipio brasileño del estado de Minas Gerais. De acuerdo con el censo de 2007 del Instituto Brasileño de Geografía y Estadística (IBGE), la ciudad posee 2887 habitantes con el 84,9 % de la población alfabetizada.